# Aubin Blanc

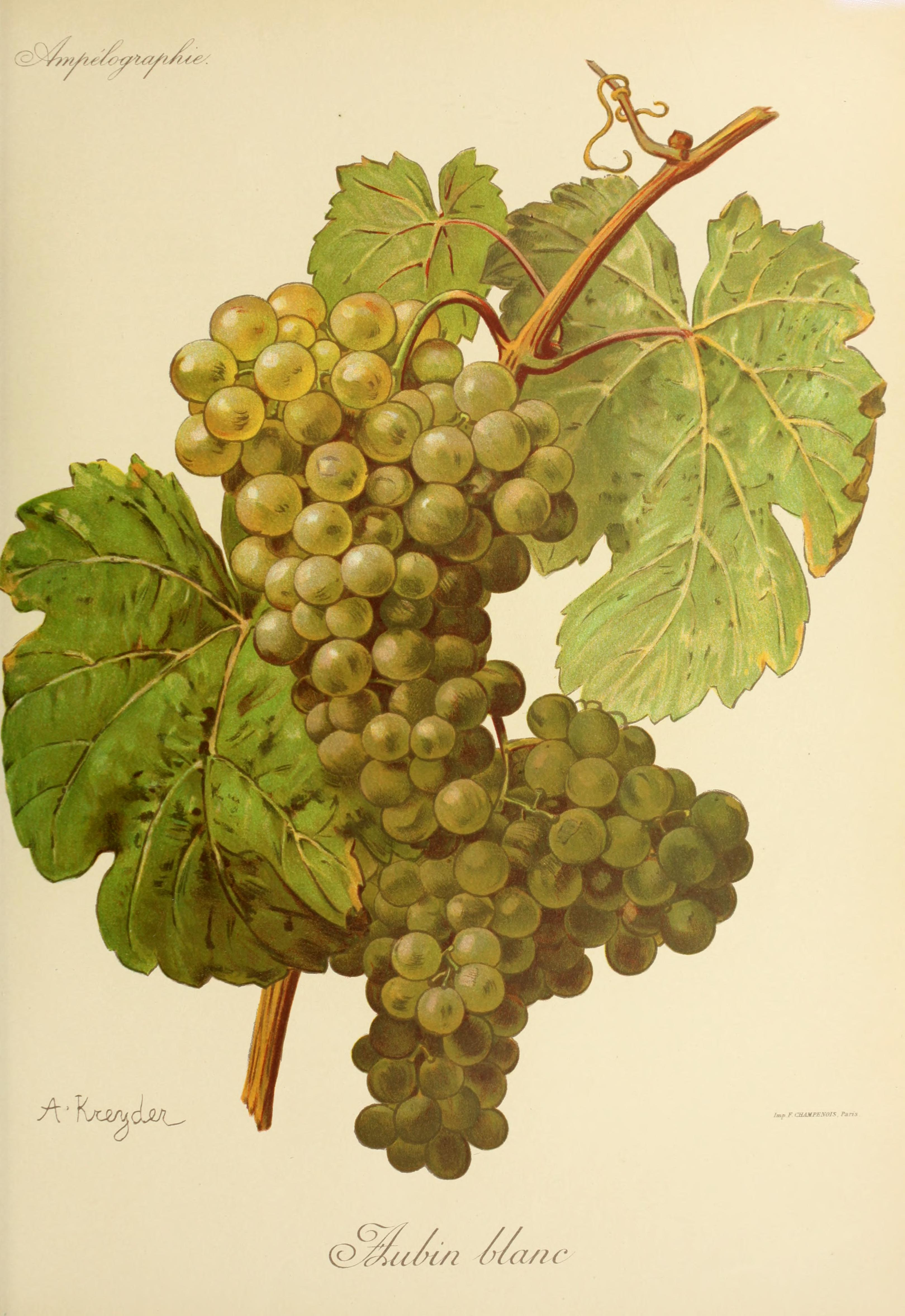
Aubin Blanc

De Aubin Blanc is een oude, zeer zeldzame Franse witte druivensoort die zijn oorsprong kent in Lotharingen.

## Geschiedenis
De naam van de Aubin Blanc vinden we voor het eerst terug in een verslag uit 1722 van het parlement van de stad Metz in het noordoosten van Frankrijk. De naam komt van het Latijnse naam Albinus, wat witachtig betekent. DNA-onderzoek heeft uitgewezen dat dit ras een kruising is van de druivensoorten Gouais Blanc en Savagnin. Hierdoor is het een vol broertje van de Petit Meslier en de Raüschling en een half broertje van de Aubin Vert.

## Kenmerken
Deze druif komt zeer vroeg in bloei en loopt daardoor de kans dat nachtvorst behoorlijke schade aanricht. De wijnen die gemaakt worden zijn niet bepaald aromatisch en hebben een gemiddelde zuurgraad.

## Gebieden
Dit is een zeer zeldzaam ras, dat nog maar op 1 hectare wordt verbouwd in de buurt van Nancy.

## Synoniemen[1]
- Albin Blanc
- Aneb Ben Cadi
- Aubain
- Aubier
- Aubin
- Blanc de Creue
- Blanc de Magny
- Gros Vert de Crenay